# Bitmain
Bitmain Technologies Ltd. ist der weltweit größte Hersteller von Ausrüstung zum Schürfen der Kryptowährung Bitcoin. Das Unternehmen mit Sitz in Peking entwickelt nach dem Fabless-Prinzip anwendungsspezifische ASIC-Chips, die in der unter dem Produktnamen 'Antminer' vertriebenen Mining Rigs zum Einsatz kommen. Das Unternehmen befindet sich in Privatbesitz.

## Geschichte
Bitmain wurde 2013 von Jihan Wu und Micree Zhan gegründet. Vor der Gründung von Bitmain war Wu Finanzanalyst und Verwalter von Private-Equity-Fonds, und Zhan leitete DivaIP, ein Startup-Unternehmen, das es den Benutzern ermöglichte, Fernsehen über eine Set-Top-Box auf einen Computerbildschirm zu streamen.

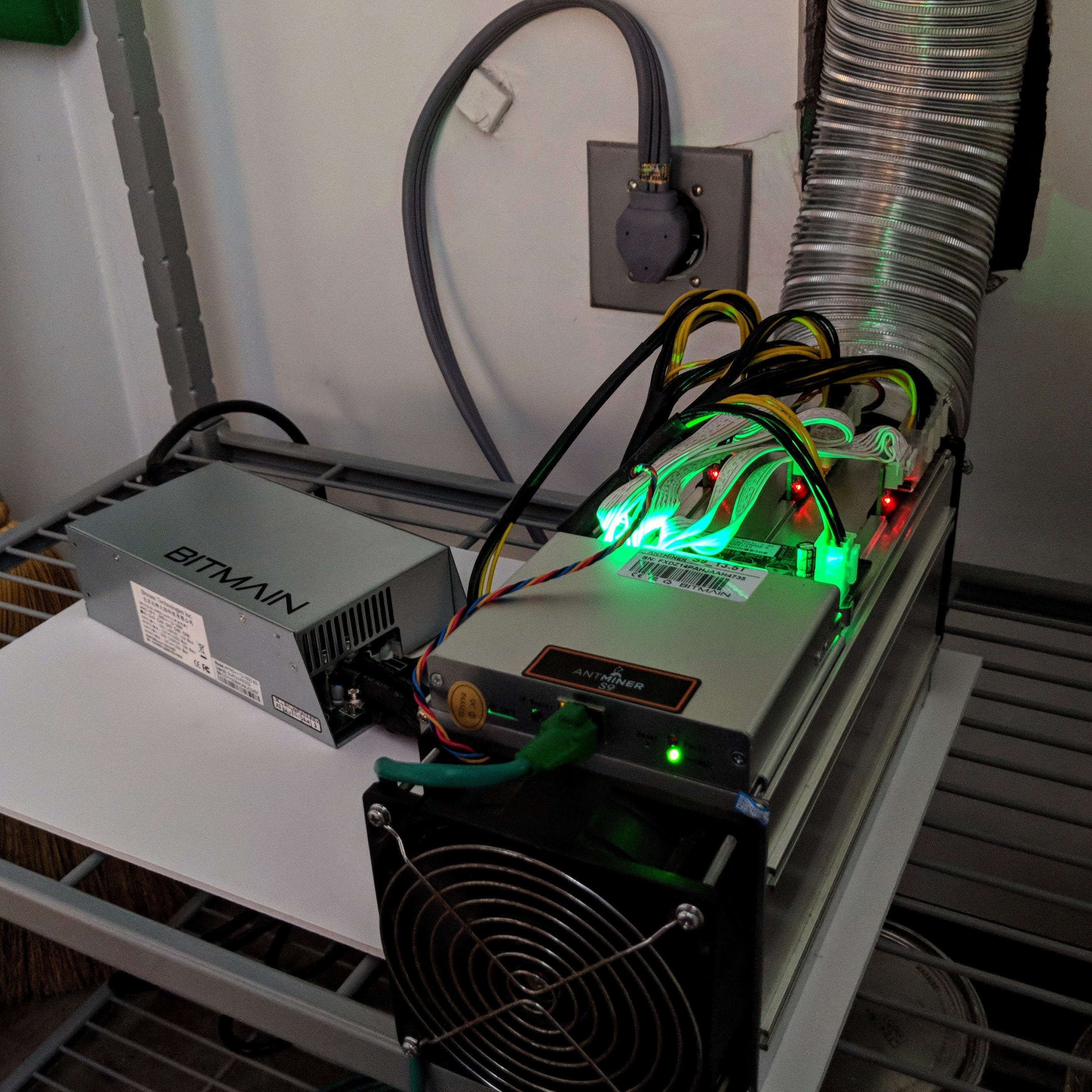
Der Antminer S9 erschien im Jahre 2016

Das erste Produkt von Bitmain war der im November 2013 vorgestellte Antminer S1, ein ASIC Bitcoin Miner, der 180 GH/s (Giga Hash / Sekunde) erzeugte und dabei 80–200 Watt Leistung verbrauchte. In den Folgejahren wurden in rascher Folge leistungsstärkere Geräte vorgestellt.
Bis 2018 war das Unternehmen zum weltweit größten Entwickler von anwendungsspezifischen ASIC-Chips für das Bitcoin-Mining geworden, und vergab an den Auftragsfertiger TSMC größere Auftragsvolumina als der Grafikkartenspezialist Nvidia.
Das Unternehmen betreibt auch BTC.com und Antpool, historisch gesehen zwei der größten Pools für das Bitcoin-Mining. 
Berichten zufolge war Bitmain Anfang 2018 profitabel mit einem Nettogewinn von 742,7 Millionen US-Dollar im ersten Halbjahr 2018 und einem negativen operativen Cashflow. TechCrunch berichtete, dass sich der unverkaufte Bestand im zweiten Quartal 2018 auf eine Milliarde US-Dollar erhöhte.
Bis 2018 waren in Bitmain 11 Mining-Farmen in China in Betrieb.
Bitmain war an der Aufspaltung von Bitcoin Cash im Jahr 2018 beteiligt und stellte sich auf die Seite von Bitcoin Cash ABC an der Seite von Roger Ver. In dem Bemühen, die Preise für Bitcoin Cash (BCH) anzuheben, "verbrannte" Antpool 12 % des abgebauten BCH, indem es sie an unwiederbringliche Adressen schickte.
Im Dezember 2018 entließ das Unternehmen etwa die Hälfte seiner 3000 Mitarbeiter. Seitdem hat das Unternehmen seine Büros in Israel und den Niederlanden geschlossen und gleichzeitig seinen Miningbetrieb in Texas erheblich verkleinert.
Im Februar 2019 hatte Bitmain im dritten Quartal 2018 "etwa 500 Millionen Dollar" verloren. Bitmain dementierte dies.